# Beren
Beren és un personatge fictici, creat per J.R.R. Tolkien. Era un home de la Terra Mitjana, i un dels herois més famosos dels dies de l'antigor. La seva història d'amor amb l'elf Lúthien i les seves aventures per prendre un silmaril del Senyor Fosc el converteixen en protagonista d'una de les sagues més destacades de la Primera Edat.

## Biografia
Beren era fill de Bàrahir i Emeldir. Pertanyia a la família reial de la Casa de Bëor de Dorthònion. Quan era molt jove va tenir lloc la Dàgor Bragollach, batalla que portà la ruïna al seu reialme i a la seva gent. El jove Beren va fugir amb el seu pare i deu homes lleials més a les terres altes de Dorthònion, des d'on van dur a terme actes de gran valentia duent a terme ratzies contra les forces de Mórgoth.
Quan un dels dotze va trair-los, va ser l'únic supervivent del grup. Fugint de la terra on havia nascut, va anar a parar als boscos de Dòriath, on va sentir Lúthien cantant i se n'enamorà de seguida. El pare de Lúthien era el rei Thíngol dels síndar, i va oposar-se que la seva filla es casés amb un mortal. Va dir que tan sols permetria el matrimoni si Beren li portava un dels silmarils de la corona de Mórgoth.
Thíngol va demanar-ho pensant que era impossible i que això desanimaria Beren, però el mortal es determinà a intentar-ho, i amb l'ajut de Lúthien, Fínrod Felagund i Huan el Gos-Llop (els dos darrers van morir protegint Beren), va obtenir el Silmaril després de superar molts perills.
Mentre ell i Lúthien figien d'Àngband amb el joiell, el gran llop Carcharoth es despertà. Beren va sostenir el Silmaril davant seu amb l'esperança de què la llum que emmanava espantés la bèstia, però es va equivocar. Carcaroth li va arrancar el Silmaril i la mà d'una mossegada. A partir d'aleshores es va anomenar a Beren Erchàmion ("El Manc").
Beren i Lúthien van ser rescatats per les àguiles de Manwë i duts a Dòriath. Un cop recuperat, Beren va participar en la caça de Carcaroth. Van aconseguir matar la bèstia i recuperar el Silmaril, però Beren rebé una ferida mortal.
L'amor de Lúthien per Beren era tan gran que al sentir que havia mort va morir de dolor. La seva ànima va anar a les Sales de Mandos, on aconseguí que el vala es compadís d'ella i en tingués cloemència. Va concedir que ella i Beren tornessi a la vida, però Lúthien havia de renunciar a la seva vida immortal i patir el destí desconegut dels homes.
La parella va passar els seus darrers anys de vida vivint a l'illa de Tol Galen, a Ossíriand. Van tenir un fill, Dior, que va ser el primer dels mig-elfs i segons es diu un dels éssers més bells que mai s'havia vist a la Terra Mitjana.

## Significança
La història de Beren i Lúthien ocupa un lloc central en el llegendari de Tolkien, i va ser una de les primeres aventures que va envisionar. Tot i que sofrint diversos canvis en la seva estructura (en les primeres versions del llegendari Beren era un elf dels nóldor), la història d'amor té un paper destacat en la cosmologia de l'autor.

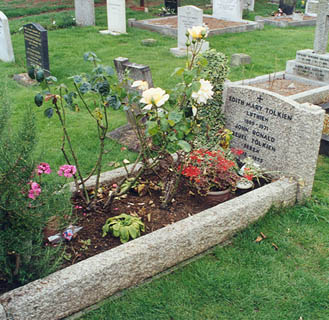
Tomba de John R.R. i Edith Tolkien

Segons Tolkien, va començar a desenvolupar la història quan mentre servia a la Primera Guerra Mundial va visitar una clariana amb flors i envisionà a Lúthien ballant i cantant. Es creu que la inspiració sorgí de quan Edith Bratt (futura esposa de Tolkien) va ballar per ell en la seva joventut. L'escena es reprodueix en la narració quan el fugitiu Beren entra als boscos de Dòriath i es troba amb Lúthien ballant i cantant en una clariana.
De la mateixa manera que Edith va inspirar Lúthien, Tolkien s'identificava en Beren. De fet, el cognom Tolkien deriva de l'alemany Toll-kühn, que significa "imprudentment valent", i el nom "Beren" significa valent en èlfic.
Quan la seva esposa va morir, Tolkien va fer gravar a la seva làpida "EDITH MARY TOLKIEN Lúthien 1889 – 1971", i va deixar instruccions perquè quan ell morís (dos anys més tard) hi quedés inscrit "JOHN RONALD REUEL TOLKIEN Beren 1892 – 1973".

## Genealogia de la Casa de Bëor
```
                           
Bëor el Vell

                               |
                   --------------------------
                  |
                Baran                      Belen
                  |                          :
                  -----------                :
                  |                :
                Boron    Baranor             :
                  |                :
               Bóromir    Bereg           Belemir = 
Adanel

                  | 
             ------------                    |
             |                    |
         Andreth      
Bregor
               Beren
                        |
                 --------------              |
                 |              |
              
Bregolas
      
Bàrahir
   =   Emeldir
                 |
         ----------------             |        
         |             |                 
      
Baragund
      
Belegund
   
Beren Erchamion
 = 
Lúthien

         |                       |
      
Morwen
 = 
Hurin
   
Rían
 = 
Huor
            
Dior
 = 
Nímloth

             |                      |
       -------------        |              --------------
       |     |        |              |     |      |
    
Turin
  
Lalaith
  
Nienor
  
Tuor
 = 
Ídril
   |     |      |
                                 |     |      |
                            
Eàrendil
  =  
Èlwing
 
Elured
 
Elurín

                                      |
                   -----------------------------------------
                   |
         
Elros Tar-Minyatur
                              
Élrond
   =   
Celebrían

                   |      
           
Vardamir Nólimon
                             ---------------------
                   |         |         |
             
Tar-Amàndil
                                |         |         |
                   |         |         |
             
Tar-Eléndil
                                |         |         |
                   |         |         |
     ----------------------------                       |         |         |
     |                       |         |         |

Reis de Númenor
 posteriors   
Silmariën
                  |         |         |
                                |         |         |
                        
Senyors d'Andúnië
               |         |         |
                                :                       |         |         |
                             
Eléndil
                    |         |         |
                                |         |         |
                      -------------------               |         |         |
                      |               |         |         |
              
Reis de Góndor
     
Reis d'Àrnor
          |         |         |
                                        :               |         |         |
                                
Reis d'Arthedain
        |         |         |
                                        :               |         |         |
                             
Capitans dels dúnedain
     |         |         |
                                        :               |         |         |
                                    
Àragorn
    =     
Arwen
     
Elladan
    
Elrohir

                                               |
                                   ----------------------
                                   |
                               
Eldàrion
    Nombroses filles
                                   |                
                     Reis del 
Regne Reunificat
```